# Practical PID Control
Practical PID Control (ISBN 1-84628-585-2) je kniha profesora Antonia Visioli. Kniha se zabývá návrhem a implementací PID regulátoru.
Kniha obsahuje 9 kapitol, většina z nich má takovou strukturu, že nejprve definuje problém a po té jsou vysvětleny různé přístupy, které jsou ověřeny nejprve simulačně a po té na reálných zařízeních. Kniha pokrývá nejnovější přístupy k PID regulaci v různých oblastech. Jako vzor pro knihu autor očividně použil knihy PID Controllers: Theory, Design and Tuning a Advanced PID Control od K. J. Åströma a Tore Hägglunda.
Obsah kapitol:
- Basics of PID control - kapitola obsahuje shrnuje základy PID regulace a vysvětluje všechny tři složky PID regulátoru a jeho různé struktury.[2] Vysvětleny jsou jak interakční tak neinterakční struktury a jak spojitá, tak tak diskrétní forma PID regulátoru.[1]
- Derivative Filter Design - kapitola vysvětluje filtr derivační složky, protože ideální derivační složka není realizovatelná a je právě nahrazována filtry, díky čemuž má reálný PID regulátor čtyři nastavitelné parametry místo tří.[2]
- Antiwind-up strategies - kapitola představuje různé přístupy k vyřešení antiwind-upu.[2] Mezi zmíněné přístupy patří podmíněná integrace, zpětné dopočítávání a automatický reset.[1]
- Setpoint Weighting - kapitola se zabývá implementacemi, kde agresivní nastavení regulátoru podává dobrý výkon při regulaci vlivu poruch, ale často způsobuje kmitavé chování při změně žádané hodnoty.[1] Autor vysvětluje fuzzy přístup k váženému nastavování žádané hodnoty.[1]
- Use of a Feedforward Action - kapitola popisuje využití dopředné vazby v kombinaci se zpětnou vazbou.[1]
- Plug&Control - kapitola se zabývá automatickým seřízením regulátoru po jeho připojení do regulačního obvodu.[2]
- Identification and Model Reduction Techinques - kapitola obsahuje přehled metod identifikace a redukce identifikovaného modelu.[2]
- Performance Assessments - kapitola se zabývá monitorováním činnosti regulátoru, jak stochastickými metodami, tak deterministickými metodami.[2] Mezi vysvětlené deterministické metody patří IAE, Area Index a Iddle Index.[1]
- Control Structures - kapitola poskytuje přehled struktur obvodů, ve kterých se PID regulátory používají, mimo jiné i kaskádní regulaci a poměrová regulace.[2]

## Nedostatky knihy
- kniha nedostatečně vysvětluje genetické algoritmy využité pro optimalizaci a fuzzy logiku,[2]
- kniha používá kritéria ISE a ITAE bez jejich jakéhokoliv vysvětlení.[2]
- název knihy je závadějící, protože není určena pro inženýry z praxe, ale je určena pro využití v akademické oblasti,[2]
- na téměř každé druhé stránce se vyskytuje gramatická chyba nebo chyba tisku,[2]